# Oleksandr Petriv
Oleksandr Svjatoslavovyč Petriv (in ucraino Олександр Святославович Петрів?; Leopoli, 5 agosto 1974) è un tiratore a segno ucraino.

## Palmarès

### Olimpiadi
- 1 medaglia:
  - 1 oro (Pechino 2008 nella pistola 25 m automarica)